# (1573) Väisälä
(1573) Väisälä est un astéroïde de la ceinture principale découvert le 27 octobre 1949 par l'astronome belge Sylvain Arend.

## Historique
Le lieu de découverte, par l'astronome belge Sylvain Arend, est Schaerbeek.
Sa désignation provisoire, lors de sa découverte le 27 octobre 1949, était 1949 UA et est définitivement nommé en l'honneur de l'astronome finnois Yrjö Väisälä.

## Caractéristiques
Sa distance minimale d'intersection de l'orbite terrestre est de 0,824 217 ua.